# Ugaritské klínové písmo

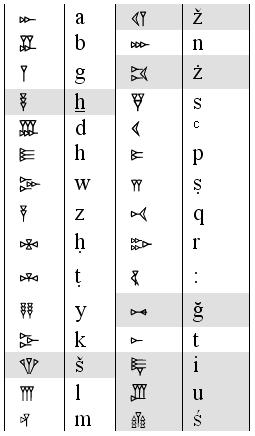

Ugaritským klínovým písmem jsou zapsány ugaritské texty nalezené v archeologické lokalitě Ras Šamra v dnešní Sýrii. Pocházejí ze starověkého města Ugarit, převážně z 2. poloviny 13. století př. n. l.
Jedná se o klínové písmo, které však není slabičné, ale hláskové. Jako v případě jiných písem užívaných pro semitské jazyky, i ugaritské klínové písmo nezná znaky pro samohlásky, ale jen pro souhlásky. Na rozdíl od hebrejštiny a pod. jazyků nepoužívá ani matres lectionis pro vyznačení dlouhých vokálů pomocí znaků pro souhlásky. Z vyvinutého systému abecedy a zápisu se předpokládá, že před zavedením tohoto klínového písma se v Ugaritu používalo písmo starší, které bylo opuštěno po přechodu na hliněné tabulky.
Existují dvě základní formy této abecedy. Jedna odpovídá počtem znaků své starší příbuzné, fénické abecedě, tj. obsahuje 22 znaků. Druhá abeceda, kompletní, však obsahuje znaků 30, tj. o 8 znaků více. Většina textů je psána širší abecedou, ale najdou se i texty psané abecedou kratší. Na obrázku jsou znaky, které jsou vůči fénické abecedě navíc, vyznačeny šedě. Ugaritské písmo se obvykle píše zleva doprava.
Písmo bylo rozluštěno krátce po objevu prvních tabulek. První víceméně úplnou abecedu sestavil v říjnu 1930 Hans Bauer.